# Arne Domnérus
Sven Arne Domnérus (20. december 1924 – 2. september 2008) var en svensk jazzmusiker, der især er kendt som altsaxofonist og klarinetist. 
Arne Domnérus medvirkede på en lang række pladeindspilninger, enten under eget navn eller som medlem af forskellige ensembler, og han spillede med en række verdensstjerner som Art Farmer, Clifford Brown, Charlie Parker og Quincy Jones. Blandt hans særlige interesser var jazzudgaver af traditionel musik som svensk folkemusik og kirkemusik. Han var i en årrække leder af den svenske Radiojazzgruppen. Domnérus regnes som en af de mest fremtrædende svenske jazzmusikere gennem tiden, og han modtog en række priser og anerkendelser. Han var medlem af det svenske Kongelige Musikakademi.